# Ajuga vesiculifera
Ajuga vesiculifera là một loài thực vật có hoa trong họ Hoa môi. Loài này được Herder mô tả khoa học đầu tiên năm 1868.